# Bananeiras
Bananeiras is een gemeente in de Braziliaanse deelstaat Paraíba. De gemeente telt 22.316 inwoners (schatting 2009).